# Église Saint-Christophe de Venon
Pour les articles homonymes, voir Église Saint-Christophe.
À partir des textes d’archives et sur la base des observations de la Conservation du Patrimoine, plusieurs états de construction de l'église Saint-Christophe, dans le département de l'Isère sont identifiés dont les plus anciens remontent au XIIIe ou XIVe siècle.. L'église est labellisée Patrimoine en Isère.
L'église est également nommée Sainte-Brigitte.

## Historique
Dès le XIIe siècle, les textes d’archives attestent la présence d’une église dédiée à St Christophe dans la paroisse de Venon (Vennone) et la possession de terres et d’hommes sur le mandement de Venon par l’Evêque de Grenoble.
Il possédait à Venon une « maison épiscopale ». Cette résidence, aujourd’hui détruite, se situait à côté de l’église.
Les travaux de restauration de l'église de 2014 à 2016 ont permis de mettre à jour deux niveaux de décor superposés datant du Moyen Âge dans le chœur de l’église. 